# Marula

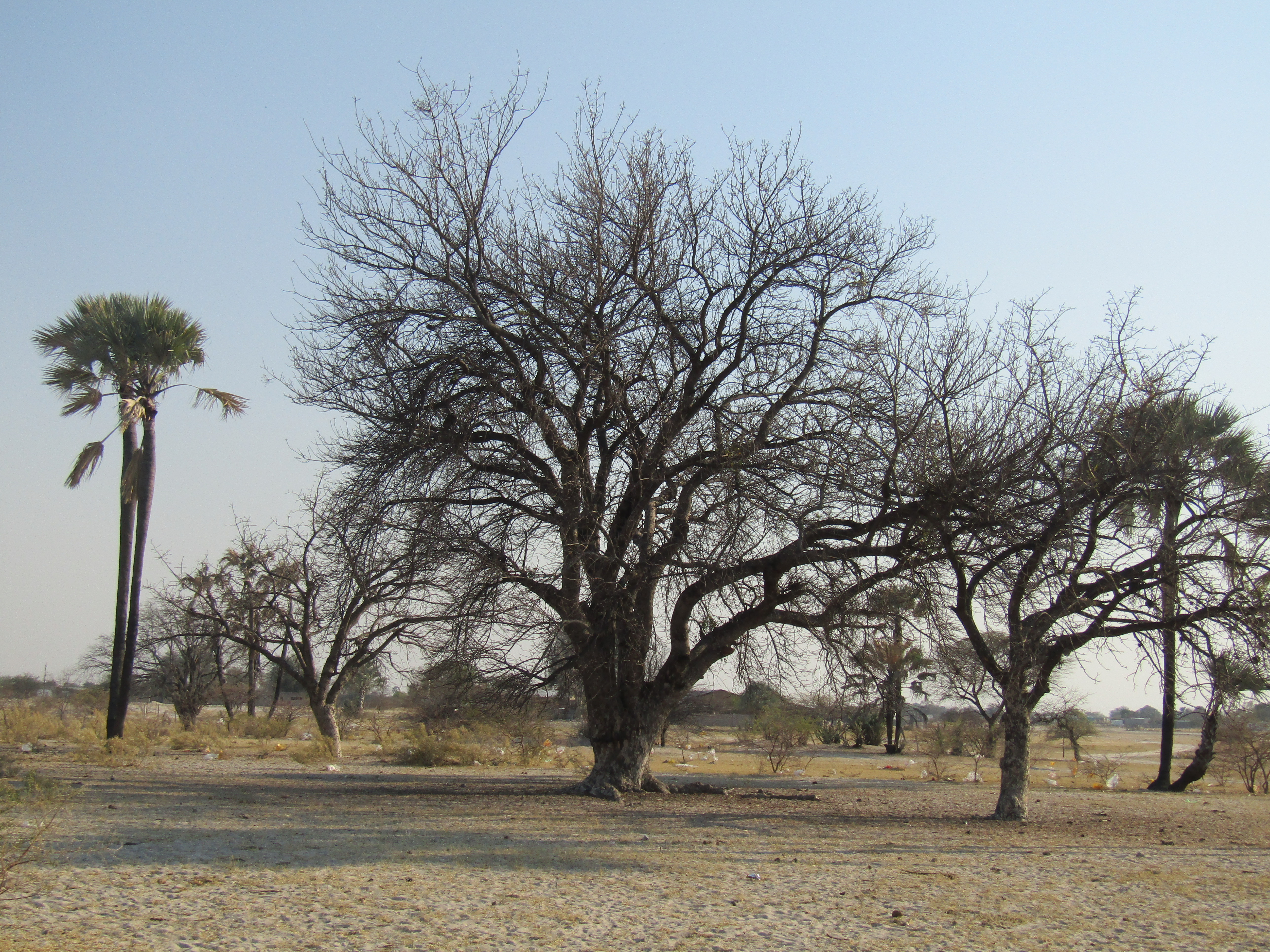
Hình ảnh cây marula được chụp vào tháng 9, cây rụng lá vào mùa đông

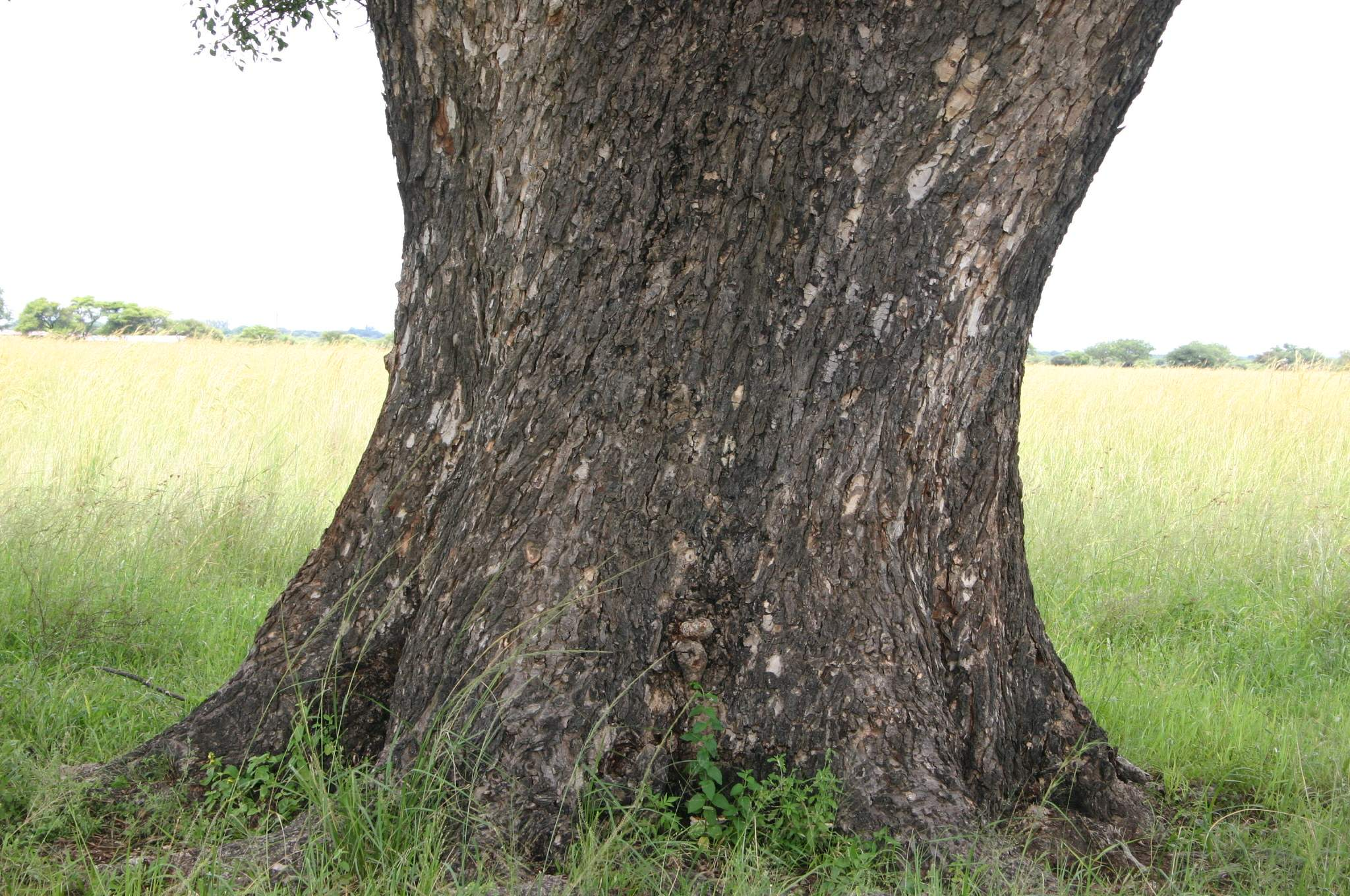
Thân cây marula

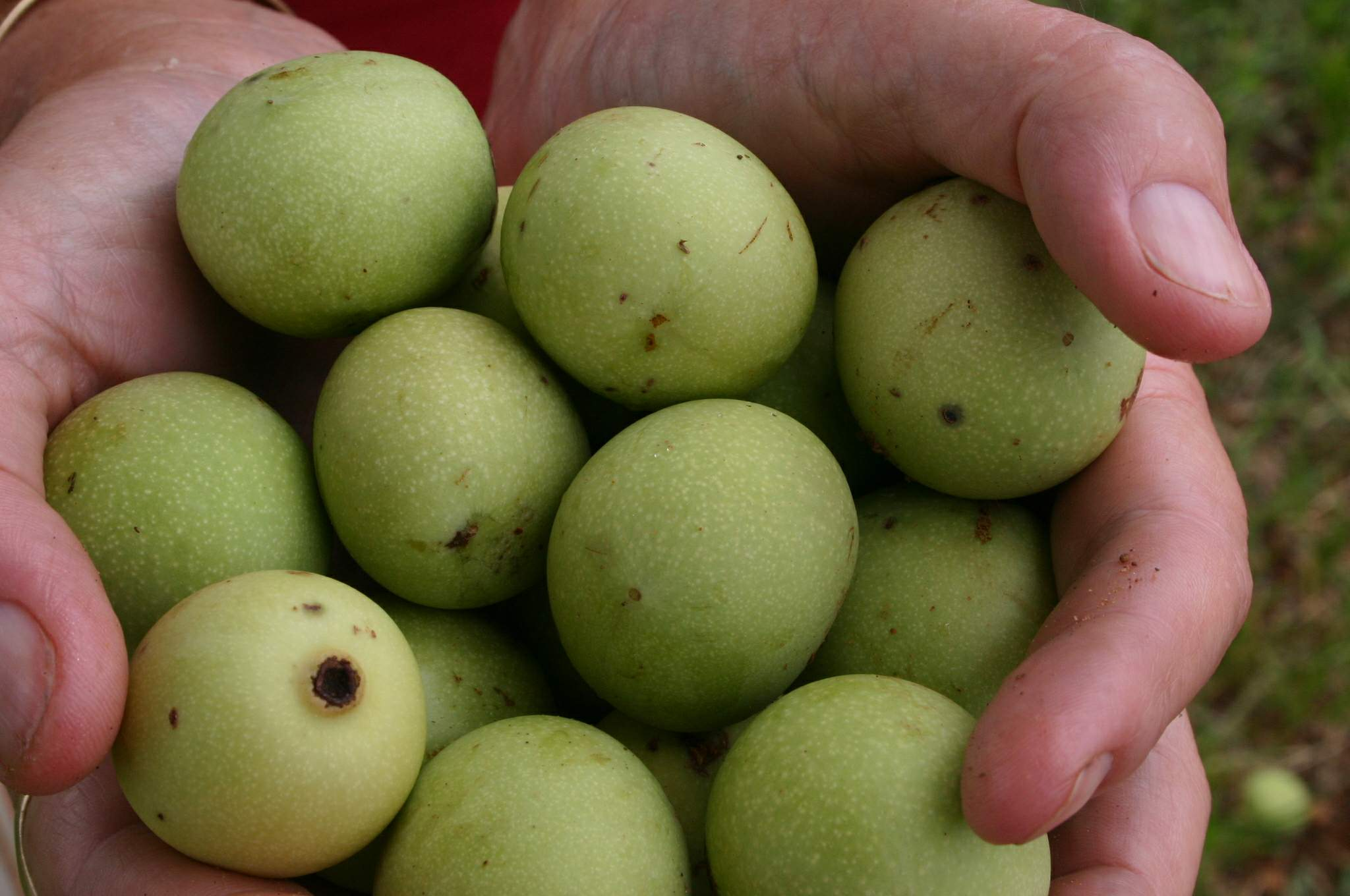
Quả marula lúc còn xanh

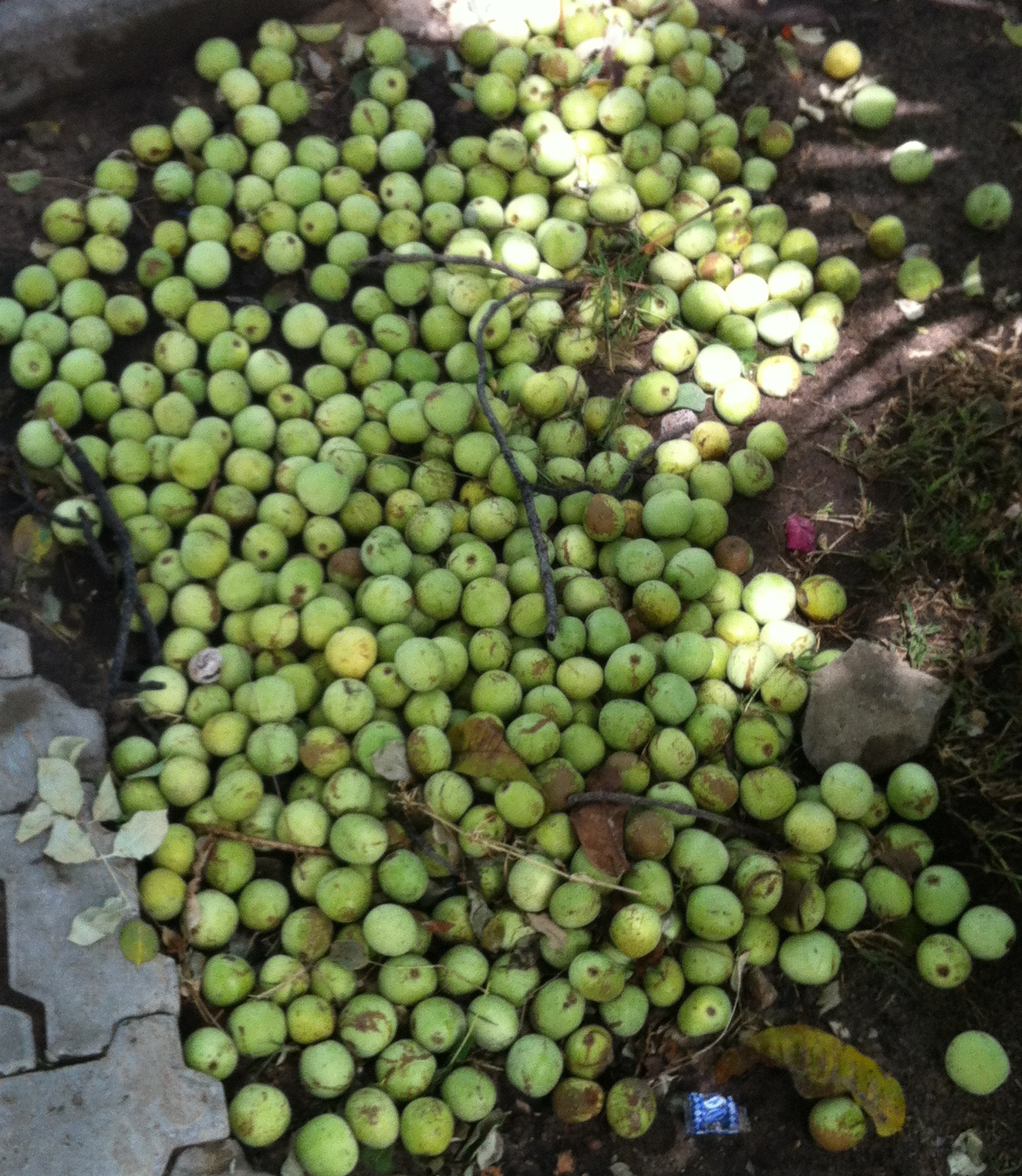
Quả marula rụng ở Ongwediva, Namibia

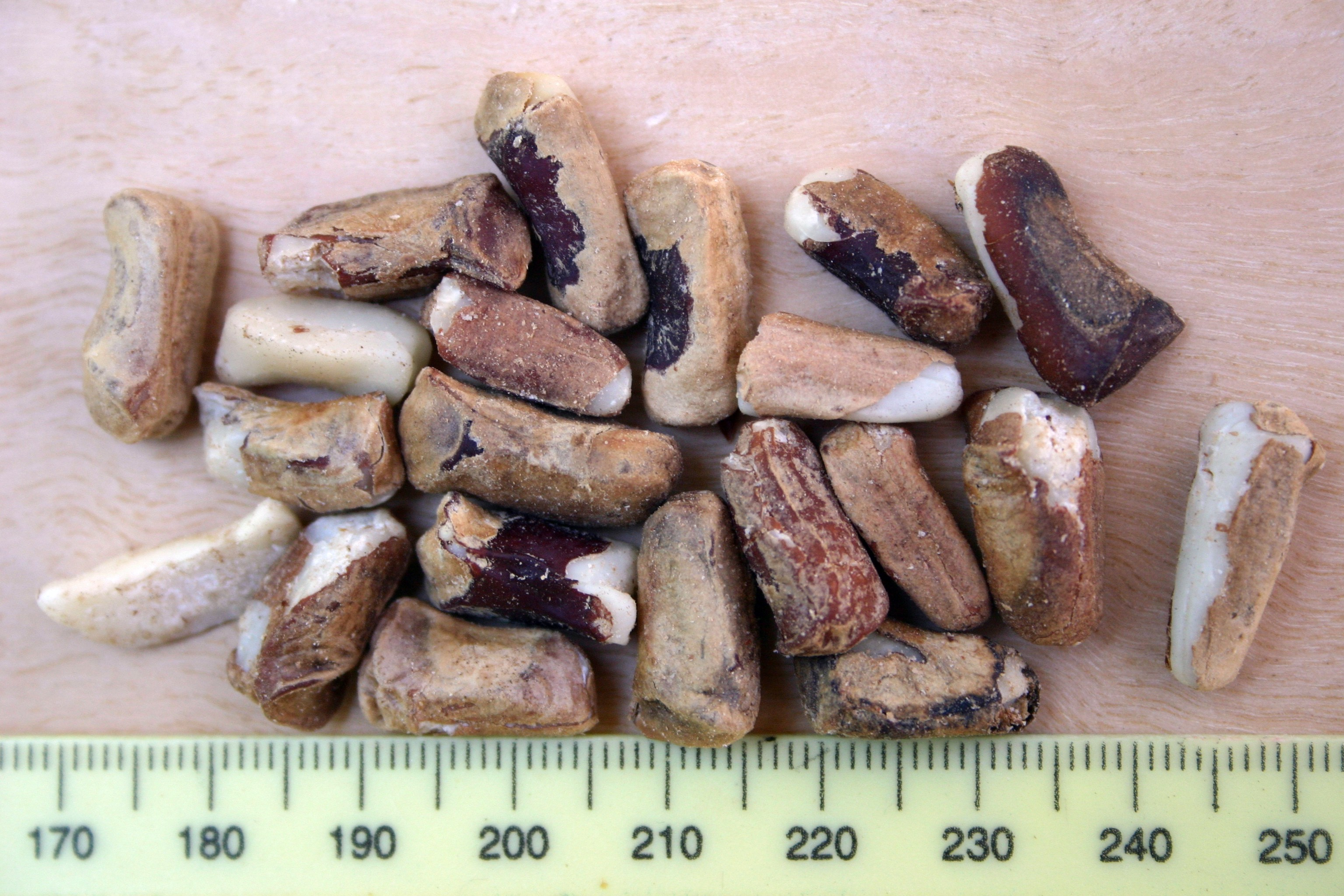
Hạt marula

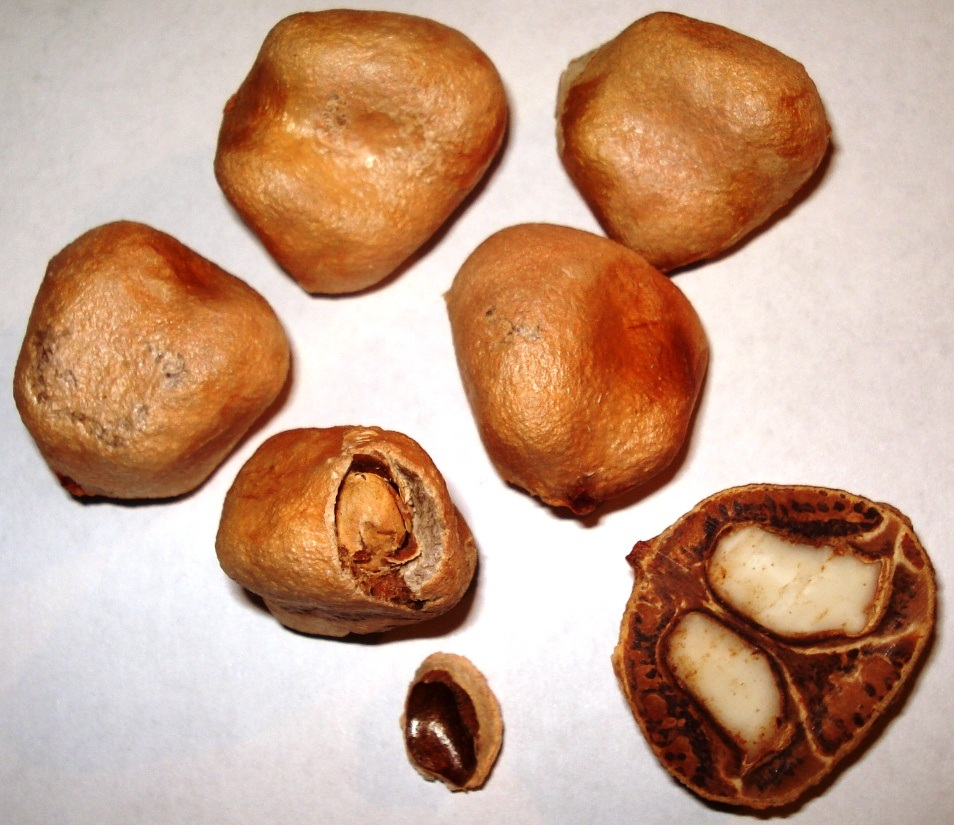
Lớp vỏ hạch cứng bao bên ngoài hạt

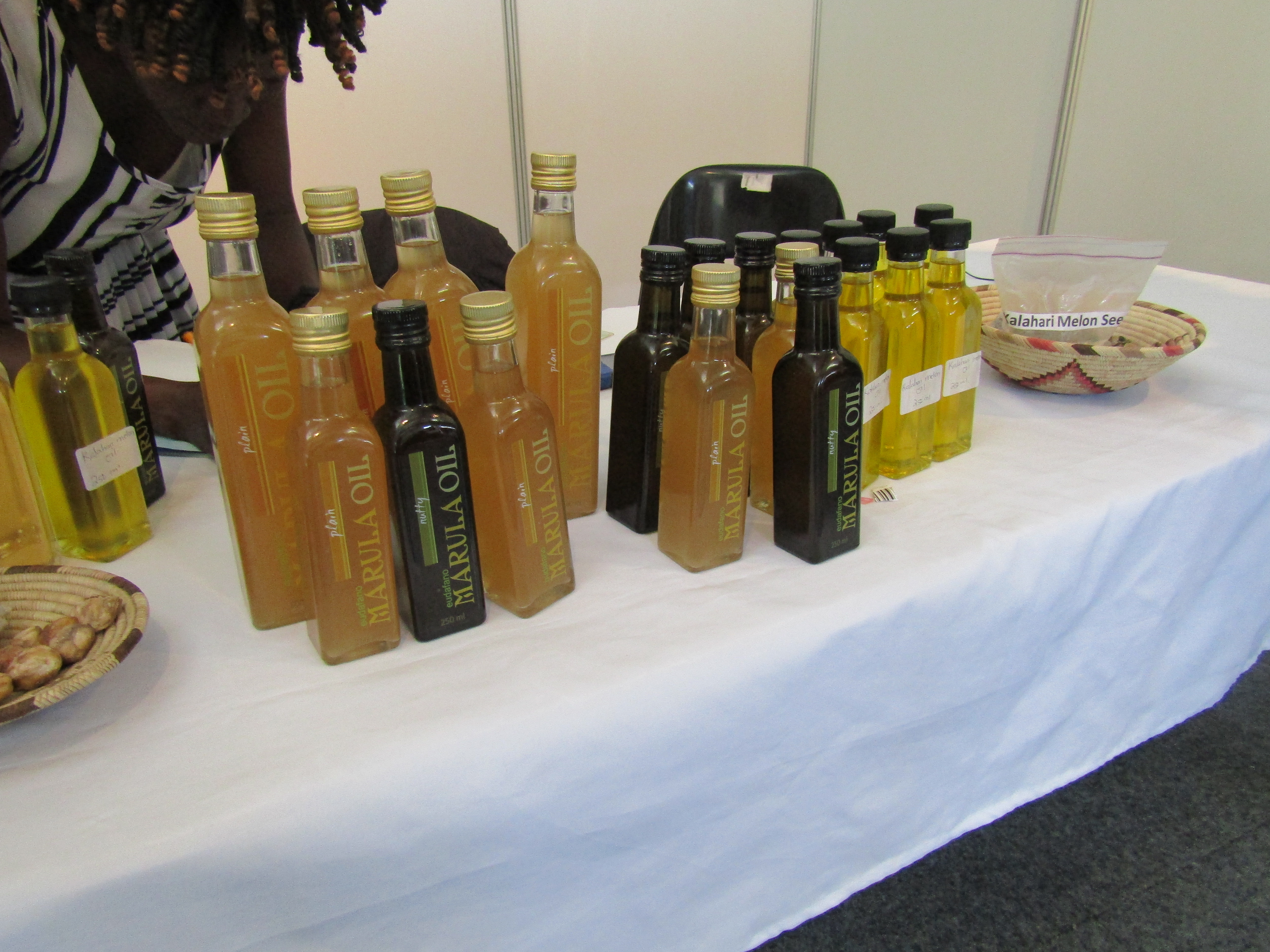
Dầu marula

Sclerocarya birrea, thường được gọi là marula, là một loài cây đơn tính cỡ vừa và là loài cây bản địa của rừng miombo, miền Nam châu Phi, trải dài đến Tây Phi và Madagascar.

## Mô tả
Cây có thân đơn và tán lá vươn rộng ra xung quanh, đặc trưng với những đốm màu xám trên vỏ cây. Cây có thể mọc cao đến 18m, chủ yếu ở các vùng rừng cây thấp và thưa. Loài cây này phân bố rộng khắp châu Phi và Madagascar, theo sự di cư của người Bantu vì nó là một phần trong khẩu phần ăn họ. Hươu cao cổ, tê giác và voi đều có khẩu phần ăn là loài cây này, trong đó, voi là loài tiêu thụ nhiều nhất. Voi ăn cả vỏ cây, nhánh và quả gây tổn hại lớn đến cây. Voi được chứng minh là tác nhân hạn chế sự sinh trưởng của loài cây này, tuy nhiên, chúng cũng mang hạt của loài này phát tán đi thông qua phân.
Mùa quả chín kéo dài từ tháng 12 đến tháng 3, quả marula chín có vỏ bên ngoài màu vàng, với thịt quả màu trắng. Thịt quả rất giàu vitamin C— gấp khoảng tám lần lượng vitamin C có trong cam. Quả rất mọng nước và chua cùng với một hương vị đặc biệt. Bên trong là một hạch cứng, dày chứa hạt giống. Những hạch này, khi khô sẽ bung ra ở một đầu, để lộ ra từ 2 đến 3 hạt giống. Các hạt marula có vị khá ngon nên được rất nhiều loài vật tìm kiếm, đặc biệt là các loài gặm nhấm nhỏ.

## Phân loại
Tên chung Sclerocarya là bắt nguồn từ tiếng hy lạp Cổ từ 'skleros' có nghĩa là 'cứng' và 'karyon' có nghĩa là 'hạt'. Đại ý nói đến hạch cứng bao bên ngoài hạt. Từ 'birrea' đến từ tên gọi chung 'birr', cho loại cây này  ở Senegal.
Marula thuộc cùng một Họ Đào lộn hột  với xoài, điều, hạt dẻ, và liên quan mật thiết với chi Poupartia từ Madagascar.

## Sử dụng trong dân gian
Trong khi ít được biết đến trên toàn cầu, thì tại châu Phi, quả marula được sử dụng như là thức ăn từ lâu, và có giá trị kinh tế xã hội quan trọng.

## Sử dụng trong thương mại
Nhìn chung, quả marula được thu thập chủ yếu từ các cây mọc hoang bởi những người dân vùng nông thôn. Việc thu hái chỉ diễn ra trong hai đến ba tháng, nhưng lại là một nguồn thu nhập quan trọng của những người dân nghèo. Trái cây được gửi đến nhà máy chế biến nơi thịt quả, hạt, nhân và dầu từ hạt được chiết xuất và lưu trữ.
Trái cây được sử dụng để làm nên rượu kem Amarula, đây là một hỗn hợp nhuyễn, được đông lạnh và sử dụng như một loại gia vị cho các loại nước ép hỗn hợp, điển hình như Marula Mania, dầu marula được dùng như là một thành phần trong một số loại mỹ phẩm.

## Văn hóa đại chúng
Các loại đồ uống có cồn (maroela mampoer) làm từ quả marula được nhắc đến trong các câu chuyện của nhà văn Nam Phi  Herman Charles Bosman.
Quả marula cũng được ăn bởi các loài động vật khác ở Nam Phi. Trong phim Animals Are Beautiful People của Jamie Uys, phát hành vào năm 1974, một số cảnh miêu tả voi, đà điểu, lợn bướu và khỉ bị say khi ăn quả merula lên men. Một nghiên cứu sau đó cho rằng tình huống trong phim không thể xảy ra, ít nhất là đối với các động vật kể trên, và nhiều khả năng là do dàn dựng. Voi sẽ phải cần một số lượng rất lớn quả merula lên men thì mới có thể bị ảnh hưởng, hơn nữa, lượng nước mà voi uống vào mỗi ngày cũng sẽ làm giảm những tác động này. Tuy nhiên, các báo cáo về việc voi trở nên say sưa với quả marula vẫn còn tồn tại dai dẳng.